# 7,62×54mmР
7,62×54mmР је метак који је конструисао Сергеј Мосин у Руској империји 1891. Најпознатије и најкоришћеније оружје које користи овај метак је руска брзометна пушка Мосин-Наган.
Овај метак је као основни кориштен и у СССР све до средине 20. века, дан данас га користе Оружане снаге Руске Федерације а користиле су га и користе га многе армије света, укључујући и Војску Србије. 
Осим пушке Мосин-Наган овај метак је користио низ руских и совјетских модела и типова оружја, као што су митраљез Максим, пушкомитраљез ДП-27, полуаутоматски карабин СВТ-40, Митраљез ПК, Снајперска пушка Драгунов. Ово је један од најкоришћенијих метака у Првом и Другом светском рату. 

## Позадина
7,62×54ммР је други најстарији метак после .303 Бритиш који је и даље у редовној употреби у више оружаних снага на свету. У 2011. години метак је навршио 120 година коришћења. Од децембра 2013. године 7,62×54ммР углавном се користи у прецизним и снајперским пушкама  и митраљезима.
Због перформанси сличних америчком метку .30-06, метак 7.62×54ммР понегде називају и .30-06 Руски. Такође је један од ретких метака (заједно са .22 Хорнет, .30-30 Винчестер и .303 Бритиш) са овиченом чауром, који је и данас у редовној употреби. Већина метака са овиченим чаурама с краја 1880-их и 1890-их избачена је из употребе до краја Првог светског рата.
Метак 7,62×54ммР је првобтно имао зрно „Јегер“ округлог врха од 13,7 г (210 грејна) са пуном кошуљицом. Оно је 1908. замењено шпицастим лаким зрном од 9,61 грама (148,3 грејна) (рус. легкая пуля), чија је основна конструкција остала суштински непромењена до данас. Лако зрно, или „зрно Л“, има је балистички коефицијент (G1 BC) од приближно 0,338 и (G7 BC) од приближно 0,185.

## Димензије
Капацитет чауре од 7,62×54ммР је 4,16 ml. Спољни облик чауре је констрисан за поуздано убацивање и избацивање у пушкама и митраљезима у тешким условима. Облик чауре остао је исти до данашњег дана.

## Варијанте

### СССР/Русија
- 6,5×54mmР: бијатлон
- 9×53mmР: ловачки
- 9,6×53mmР: ловачки

### Финска
- 7,62×54ммР: војни
- 8,2×53ммР: ловачки
- 9,3×53ммР: ловачки

## Називи
- 7,62 Мосин-Наган
- 7,62 Руски
- 7,62 Драгунов
- 7,62 М91
- .30 Руски
- .308 Руски